# Ladies-Alpencup-Tournee
Die Ladies-Alpencup-Tournee (bis 2016 FIS – Ladies Alpencup, ab 2017 Ladies Alpencup) ist eine im Skispringen austragende Sommer-Wettbewerbsserie im Alpencup der Damen, die seit dem Jahr 2015 jährlich im August ausgetragen wird.

## Reglement

### Teilnehmerin
Es dürfen Skispringerin bis 19 Jahren aus den Ländern Andorra, Deutschland, Frankreich, Italien, Liechtenstein, Österreich, Schweiz, Slowenien, Spanien und Tschechien teilnehmen. Skispringerin aus anderen Ländern müssen an die Organisation der Alpenländer-Skiverbände einen einmaligen Jahresbeitrag in Höhe von 250,00 Euro zahlen.

### Ausrichter
Die Tournee wird von der Organisation der Alpenländer-Skiverbände und vom Deutschen Skiverband ausgerichtet. Bis zum Jahr 2016 war auch der Internationale Skiverband Ausrichter.

### Wertung
Die Gesamtwertung erfolgt ähnlich der Vierschanzentournee durch Addition der Ergebnisse der Sechs einzelnen Springen.

## Austragungsorte und Schanzen
|                    | Ort          | Schanze            | K-Punkt   | Hillsize  | Ausrichtungsjahre    |
| ------------------ | ------------ | ------------------ | --------- | --------- | -------------------- |
| Vogtlandschanzen   | Klingenthal  | Vogtlandschanzen   | 60 m 77 m | 65 m 85 m | 2015, 2016 2017–2019 |
| Pöhlbachschanze    | Pöhla        | Pöhlbachschanze    | 60 m      | 66 m      | 2015–2019            |
| Ochsenkopfschanzen | Bischofsgrün | Ochsenkopfschanzen | 64 m      | 71 m      | 2015–2019            |

## Liste der Siegerinnen
| Saison | Austragungsorte                  | Siegerin                                            | Zweite                                              | Dritte                                              |
| ------ | -------------------------------- | --------------------------------------------------- | --------------------------------------------------- | --------------------------------------------------- |
| 2015   | Klingenthal, Pöhla, Bischofsgrün | Agnes Reisch                                        | Zdeňka Pešatová                                     | Lara Malsiner                                       |
| 2016   | Klingenthal, Pöhla, Bischofsgrün | Virág Vörös                                         | Lisa Eder                                           | Selina Freitag                                      |
| 2017   | Klingenthal, Pöhla, Bischofsgrün | Lisa Eder                                           | Jenny Nowak                                         | Alexandra Seifert                                   |
| 2018   | Klingenthal, Pöhla, Bischofsgrün | Lisa Hirner                                         | Josephin Laue                                       | Alina Ihle                                          |
| 2019   | Klingenthal, Pöhla, Bischofsgrün | Jessica Malsiner                                    | Annika Sieff                                        | Daniela Dejori                                      |
| 2020   | Klingenthal, Pöhla, Bischofsgrün | Wettkämpfe abgesagt aufgrund der COVID-19-Pandemie. | Wettkämpfe abgesagt aufgrund der COVID-19-Pandemie. | Wettkämpfe abgesagt aufgrund der COVID-19-Pandemie. |